# Komenda Wojewódzka Policji w Poznaniu
Komenda Wojewódzka Policji w Poznaniu – jednostka organizacyjna Policji obejmująca swoim zasięgiem terytorium województwa wielkopolskiego, podlegająca bezpośrednio Komendzie Głównej Policji, znajdująca się przy ul. Kochanowskiego 2a w Poznaniu. Od 9 lutego 2024 roku funkcję Komendanta Wojewódzkiego pełni nadinsp. Tomasz Olczyk.

## Struktura organizacyjna Komendy
Według danych ze strony WWW instytucji:

### Komórki podległe Komendantowi Wojewódzkiemu
- Wydział Komunikacji Społecznej
- Wydział Kadr i Szkolenia
- Wydział Kontroli
- Wydział Finansów
- Wydział do spraw Ochrony Informacji Niejawnych
- Wydział Psychologów
- Wydział Prawny
- Zespół ds. Audytu Wewnętrznego
- Zespół Prawny
- Audytor Wewnętrzny
- Zespół do Spraw Ochrony Praw Człowieka
- Zespół ds. Ochrony Praw Człowieka
- Zespół Ochrony Pracy

### Komórki podległe I Zastępcy Komendanta Wojewódzkiego
- Wydział Kryminalny
- Wydział Dochodzeniowo - Śledczy
- Wydział do walki z Przestępczością Gospodarczą
- Wydział do walki z Korupcją
- Wydział Wywiadu Kryminalnego
- Wydział Techniki Operacyjnej
- Laboratorium Kryminalistyczne
- Wydział do walki z Przestępczością Narkotykową
- Wydział ds. Odzyskiwania Mienia
- Wydział  Poszukiwań i Identyfikacji Osób
- Wydział ds Zwalczania Przestępczości Pseudokibiców

### Komórki podległe Zastępcy Komendanta Wojewódzkiego
- Sztab Policji
- Wydział Prewencji
- Wydział Ruchu Drogowego
- Wydział Postępowań Administracyjnych
- Wydział Konwojowy
- Komisariat Wodny Policji w Poznaniu
- Oddział Prewencji Policji w Poznaniu
- Samodzielny Pododdział Kontrterrorystyczny Policji w Poznaniu

- Wydział Łączności i Informatyki
- Wydział Zaopatrzenia
- Wydział Inwestycji i Remontów
- Wydział Transportu
- Sekcja ds. Zamówień Publicznych
- Zespół ds. Funduszy Pomocowych
- Zespół ds. Inwentaryzacji

## Jednostki podległe
Według danych ze strony WWW instytucji:

### Komendy Miejskie
- Komenda Miejska Policji w Kaliszu
- Komenda Miejska Policji w Koninie
- Komenda Miejska Policji w Lesznie
- Komenda Miejska Policji w Poznaniu

### Komendy Powiatowe
- Komenda Powiatowa Policji w Chodzieży
- Komenda Powiatowa Policji w Czarnkowie
- Komenda Powiatowa Policji w Gnieźnie
- Komenda Powiatowa Policji w Gostyniu
- Komenda Powiatowa Policji w Grodzisku Wielkopolskim
- Komenda Powiatowa Policji w Jarocinie
- Komenda Powiatowa Policji w Kępnie
- Komenda Powiatowa Policji w Kole
- Komenda Powiatowa Policji w Kościanie
- Komenda Powiatowa Policji w Krotoszynie
- Komenda Powiatowa Policji w Międzychodzie
- Komenda Powiatowa Policji w Nowym Tomyślu
- Komenda Powiatowa Policji w Obornikach
- Komenda Powiatowa Policji w Ostrowie Wielkopolskim
- Komenda Powiatowa Policji w Ostrzeszowie
- Komenda Powiatowa Policji w Pile
- Komenda Powiatowa Policji w Pleszewie
- Komenda Powiatowa Policji w Rawiczu
- Komenda Powiatowa Policji w Słupcy
- Komenda Powiatowa Policji w Szamotułach
- Komenda Powiatowa Policji w Śremie
- Komenda Powiatowa Policji w Środzie Wielkopolskiej
- Komenda Powiatowa Policji w Turku
- Komenda Powiatowa Policji w Wągrowcu
- Komenda Powiatowa Policji w Wolsztynie
- Komenda Powiatowa Policji we Wrześni
- Komenda Powiatowa Policji w Złotowie